# Thwomp
Thwomp is een personage uit de Mario-reeks.
Thwomp is een grijze steen. Hij is een vijand van Mario die vaak te vinden is in kastelen. Als Mario onder hem gaat staan zal hij vallen in de hoop Mario te raken. Gelijk na de landing gaat Thwomp weer omhoog. Hij kwam voor het eerst voor in Super Mario Bros. 3, waarin hij een vijand was. Dit was ook zo in onder meer Super Mario World, Super Mario 64, Mario Kart 64, Mario Party 5, Super Mario 64 DS, Mario Kart DS, New Super Mario Bros., Mario Slam Basketball, Super Mario Galaxy, Mario Kart Wii en New Super Mario Bros. Wii. In vroegere spellen, waaronder Super Mario 64 en Mario Party 5, was Thwomp een blauw stuk steen. Dit uiterlijk was ook te zien in Mario Kart 64. In Super Mario 64 en Super Mario 64 DS verscheen er voor het eerst een gemummificeerde Thwomp. Die valt op dezelfde manier aan als een normale Thwomp maar valt Mario ook aan door heen en weer te springen. Thwomp valt doorgaans verticaal naar beneden. Maar in sommige gevallen kan hij horizontaal of zelfs diagonaal aanvallen. Hij is doorgaans onverslaanbaar, maar in Super Mario Bros. 3 kan hij met een Hammer-suit worden uitgeschakeld.